# Alan Arkin
Alan Wolf Arkin (Nova Iorque, 26 de março de 1934 – Carlsbad, 29 de junho de 2023) foi um ator, músico e cineasta estadunidense. 
Com uma carreira cinematográfica de sete décadas, foi indicado duas vezes ao Oscar de melhor ator e ganhou o Oscar de melhor ator coadjuvante em 2007 por sua atuação em Little Miss Sunshine.

## Morte
Arkin morreu em 29 de junho de 2023, aos 89 anos, em Carlsbad.

## Filmografia
Como ator (parcial)
- The Russians Are Coming the Russians Are Coming (1966)
- Woman Times Seven (1967)
- Wait Until Dark (1967)
- Inspector Clouseau (1968)
- The Heart Is a Lonely Hunter (1968)
- Popi (1969)
- Catch-22 (1970)
- Little Murders (1971)
- Last of the Red Hot Lovers (1972)
- Deadhead Miles (1972)
- Freebie and the Bean (1974)
- Rafferty and the Gold Dust Twins (1975)
- Hearts of the West (1975)
- The Seven-Per-Cent Solution (1976)
- Fire Sale (1977, também dirigiu)
- The Other Side of Hell (1978)
- The Defection of Simas Kudirka (1978)
- The In-Laws (1979)
- The Magician of Lublin (1979)
- Simon (1980)
- Full Moon High (1981)
- Improper Channels (1981)
- Chu Chu and the Philly Flash (1981)
- The Return of Captain Invincible (1983) - Captain Invincible
- Joshua Then and Now (1985)
- Bad Medicine (1985)
- O Quarto Sábio (1985)
- Big Trouble (1986)
- Coupe de Ville (1990)
- Edward Scissorhands (1990)
- The Rocketeer (1991)
- Glengarry Glen Ross (1992)
- Cooperstown (1993)
- Indian Summer (1993)
- Taking the Heat (1993)
- So I Married an Axe Murderer (1993)
- North (1994)
- Doomsday Gun (1994)
- Picture Windows (1994)
- The Jerky Boys (1995)
- Steal Big Steal Little (1995)
- Mother Night (1996)
- Grosse Pointe Blank (1997)
- O Que É Isso, Companheiro? (1997)
- Gattaca (1997)
- Slums of Beverly Hills (1998)
- Jakob the Liar (1999)
- America's Sweethearts (2001)
- Thirteen Conversations About One Thing (2002)
- The Pentagon Papers (2003)
- And Starring Pancho Villa as Himself (televisão) (2003)
- Noel (2004)
- The Novice (2004)
- Eros (2004)
- Firewall (2006)
- Little Miss Sunshine (2006)
- The Santa Clause 3: The Escape Clause (2006)
- Raising Flagg (2006)
- Rendition (2007)
- Sunshine Cleaning (2008)
- Get Smart (2008)
- Marley & Me (2008)
- The Private Lives of Pippa Lee (2009)
- City Island (2009)
- Argo (2012)
- Stand Up Guys (2012)
- Million Dollar Arm (2014)
- Going in Style (2017)
- The Kominsky Method (2018)
- Wonderland (2019)